# サンプソン (DDG-10)
|          | |
| 艦歴     | |
| 発注     | |
| 起工     | 1959年3月2日 |
| 進水     | 1960年5月21日 |
| 就役     | 1961年6月24日 |
| 退役     | 1991年6月14日 |
| その後   | 1995年7月25日にスクラップとして売却 2003年10月25日解体完了                                                                             |
| 除籍     | 1992年11月20日 |
| 性能諸元 | |
| 排水量   | 満載：4,526トン |
| 全長     | 437 ft (133.2 m) |
| 全幅     | 47 ft (14.3 m) |
| 吃水     | 22 ft (6.7 m) |
| 機関     | バブコック・アンド・ウィルコックスボイラー4缶 1,275psi ゼネラル・エレクトリック蒸気タービン2基 70,000shp 2軸推進                       |
| 最大速力 | 33ノット以上 |
| 航続距離 | 4,500 海里/20ノット時 |
| 乗員     | 士官 24名、兵員 330名 |
| 兵装     | Mk 42 5インチ単装砲 2基 Mk 11 連装ミサイル発射機 1基 （ターター後にSM-1MR) Mk 112アスロック8連装発射機 1基 Mk 32 3連装短魚雷発射管 2基 |
| モットー | "Fortes Fortuna Juvat" Fortune favors the brave                                                                                        |

サンプソン (USS Sampson, DDG-10) は、アメリカ海軍のミサイル駆逐艦。チャールズ・F・アダムズ級ミサイル駆逐艦の9番艦。艦名はウィリアム・T・サンプソン海軍少将にちなむ。その名を持つ艦としては3隻目。

## 艦歴
サンプソンは1959年3月2日にメイン州バスのバス鉄工所で起工する。1960年5月21日にジョン・S・クレンショー夫人によって命名、進水し、1961年6月24日に艦長フォレスター・W・アイゼン中佐の指揮下就役した。
9月にグアンタナモ湾で整調を行った後、サンプソンはプエルトリコ沖でターターミサイルの評価試験を行う。バージニア州ノーフォークを母港としたサンプソンは1962年前半に公試および各種器財の試験を行い、7月には第18駆逐艦戦隊および第182駆逐艦部隊に合流する。第18駆逐艦戦隊は全艦がミサイル装備艦から成り、当時海軍で最新鋭の艦隊であった。サンプソンはその後も1963年までレーダー及びミサイルの試験を続け、7月には海軍兵学校生訓練艦隊で訓練に従事した。試験の最後としてサンプソンは1964年1月に戦闘状態をシミュレートした中で2発のターターを発射した。1964年を通じてサンプソンは最初の定期オーバーホールを行い、その後海上でヘリコプターからのミサイルの補給を受けた。
1965年1月にサンプソンは最初の地中海配備のために出航する。しかしながら1月14日の夜に電気的トラブルによる火災が発生し、射撃管制装置に大きな損害を受ける。配備期間は短縮され、3月15日に修理のためノーフォーク海軍造船所入りする。
サンプソンは6月24日に艦隊の任務に復帰する。砲術訓練を行なっている間の7月17日にサンプソンは50フィートの帆走スループ、セシリア・アンナの遭難信号を受け、6名の乗組員とマスコットの子犬を船が沈没する前に救助した。1966年にはグアンタナモ湾で砲術訓練及び護衛任務を行い、3月には第6艦隊の広範囲な作戦活動のため地中海に配備される。サンプソンは8月にノーフォークに帰還する。カリブ海での3週間の訓練及び追加試験後の11月28日に、サンプソンは演習「Lantflex 66」に参加し、空母ワスプ (USS Wasp, CVS-18) に対して対空、対潜護衛任務に従事する。その後プエルトリコで作戦活動を行った後12月にノーフォークに帰還した。
サンプソンは1967年中頃に地中海へ再度展開した。その期間中にスペインのフェロルでドイツ船員をサンプソンのレーダー手が救助した。1967年8月末に第6艦隊を離れ本国に帰還する。間もなく母港はサウスカロライナ州チャールストンに変更された。
1968年はチャールストンから大西洋及びカリブ海で作戦活動に従事し、10月に再び地中海へ展開する。サンプソンは1969年1月にチャールストンに帰還し、大西洋及びカリブ海での任務を再開する。その後10月に再び地中海へ展開し、6ヶ月におよぶ第6艦隊での任務後1970年3月28日にチャールストンに帰還した。
その後は西太平洋で活動を続け、9月23日に特別任務で地中海へ向かう。
1976年にはアルバート・L・バーテルス中佐が艦長として着任した。
ジェームス・F・チャンドラー艦長の指揮下、サンプソンは1980年から81年にかけてポーツマス海軍造船所で大規模なオーバーホールを経験した。1982年11月にサンプソンはペルシャ湾に配備され、その後地中海に移動する。1983年4月のアメリカ大使館爆破事件の際、サンプソンはベイルート沖のステーションに停泊していた。サンプソンは1983年5月にフロリダ州メイポートに帰還する。
サンプソンは1991年6月14日に退役し、1992年11月20日に除籍された。その後1995年7月25日にスクラップとして売却され、2003年10月15日に解体が終了した。